# Abdoul Guiebre
Abdoul Razack Guiebre (ur. 17 lipca 1997 w Bobo-Dioulasso) – burkiński piłkarz grający na pozycji obrońcy. Od 2024 jest zawodnikiem klubu SSC Bari, do którego jest wypożyczony z Modeny FC.

## Kariera klubowa
Swoją karierę piłkarską Guiebre rozpoczynał w juniorach takich klubów jak: FC Forlì (2008-2010), Ronco (2010-2012) i Meldola (2012-2016). W 2016 roku został zawodnikiem Rimini FC. W sezonie 2016/2017 zadebiutował w nim w piątej lidze włoskiej. W sezonie 2017/2018 grał z Rimini w Serie D, a w sezonie 2018/2019 w Serie C.
Latem 2019 Guiebre przeszedł do FC Rieti. Swój debiut w nim zaliczył 24 sierpnia 2019 w przegranym 1:3 domowym meczu z Ternaną Calcio. W Rieti grał przez rok.
W 2020 roku Guiebre został zawondikiem SS Monopoli 1966, w którym zadebiutował 27 września 2020 w zwycięskim 2:1 wyjazdowym meczu z SS Juve Stabia. Zawodnikiem Monopoli był przez dwa sezony.
W 2022 roku Guiebre został piłkarzem Modeny. Niedługo potem został wypożyczony do Reggiany, w której swój debiut zanotował 4 września 2022 w wygranym 2:1 domowym meczu z Lucchese 1905. Wraz z Reggianą wywalczył awans z Serie C do Serie B.
Latem 2023 Guiebre wrócił do Modeny, a 2 września 2023 zadebiutował w niej w zwycięskim 2:0 domowym spotkaniu z Pisą SC. W styczniu 2024 wypożyczono go do SSC Bari, w którym swój debiut zaliczył 2 lutego 2024 w przegranym 0:2 wyjazdowym meczu z Palermo FC.
| Sezon   | Klub             | Kraj   | Rozgrywki                | Mecze | Bramki |
| ------- | ---------------- | ------ | ------------------------ | ----- | ------ |
| 2016/17 | Rimini FC        | Włochy | Eccelenza Emilia-Romagna | 19    | 5      |
| 2017/18 | Rimini FC        | Włochy | Serie D                  | 35    | 3      |
| 2018/19 | Rimini FC        | Włochy | Serie C                  | 33    | 2      |
| 2019/20 | FC Rieti         | Włochy | Serie C                  | 10    | 1      |
| 2020/21 | SS Monopoli 1966 | Włochy | Serie C                  | 29    | 2      |
| 2021/22 | SS Monopoli 1966 | Włochy | Serie C                  | 36    | 0      |
| 2022/23 | AC Reggiana 1919 | Włochy | Serie C                  | 34    | 2      |
| 2023/24 | Modena FC        | Włochy | Serie B                  | 10    | 0      |

## Kariera reprezentacyjna
W reprezentacji Burkiny Faso Guiebre zadebiutował 24 marca 2022 w przegranym 0:5 towarzyskim meczu z Kosowem, rozegranym w Prisztinie. W 2024 roku powołano go do kadry na Puchar Narodów Afryki 2023. Rozegrał w nim jeden mecz grupowy, z Angolą (0:2).